# Polizia Penitenziaria

Wappen der Polizia Penitenziaria

Die Polizia Penitenziaria (dt. etwa „Gefängnispolizei“) ist eine italienische Polizeiorganisation, die hauptsächlich für die Bewachung der Justizvollzugsanstalten und deren Insassen verantwortlich ist. Sie untersteht der Hauptabteilung für Strafvollzugsverwaltung (dipartimento dell'amministrazione penitenziaria) des Justizministeriums in Rom. Die rund 43.000 Angehörigen der Polizia Penitenziaria haben blaue Uniformen. Die Einsatzfahrzeuge sind dunkelblau und haben einen hellblauen Streifen.

## Aufgaben
Neben den genannten Aufgaben in Justizvollzugsanstalten übernimmt die Polizia Penitenziaria auch Gefangenentransporte und Vorführungen bei Gericht. Sie überwacht Personen, denen Vollzugslockerung gewährt wurde, die unter Hausarrest stehen oder ähnlichen Sanktionen unterworfen sind. Geleistet werden auch Beiträge zur Resozialisierung der Häftlinge.
Für die Bewachung von Hochsicherheitsgefängnissen und für Notfälle unterhält die Polizia Penitenziaria eine als Gruppo Operativo Mobile (GOM) bezeichnete, 700 Mann starke mobile Sondereinheit. Kriminelle Aktivitäten, die in Gefängnissen stattfinden oder von dort aus gesteuert werden, bekämpfen spezielle Ermittlungsgruppen. Die Polizia Penitenziaria agiert auch als allgemeines Sicherheitsorgan im Geschäftsbereich des Justizministeriums, beispielsweise beim Schutz verschiedener Dienststellen oder gefährdeter Personen. Im Rahmen der Amtshilfe kann die Polizia Penitenziaria bei Bedarf auch andere Polizeien bei allgemeinen Aufgaben unterstützen.

## Geschichte
Die Ursprünge der heutigen Polizia Penitenziaria liegen im Königreich Sardinien-Piemont, das im Jahr 1817 erstmals einen einheitlichen rechtlichen Rahmen für die Wachdienste in den Gefängnissen schuf. 1873, zwölf Jahre nach der Einigung Italiens, richtete man eine nationale Organisation zur Bewachung der Gefängnisse und ihrer Insassen ein, die bis 1922 dem Innenministerium unterstand und dann zum Justizministerium kam. Bis 1990 war diese Polizeiorganisation als Corpo degli Agenti di Custodia oder „Justizvollzugsbeamtenkorps“ bekannt, dann wurde sie im Zuge tiefgreifender Reformen in Polizia Penitenziaria umbenannt.

## Bilderauswahl

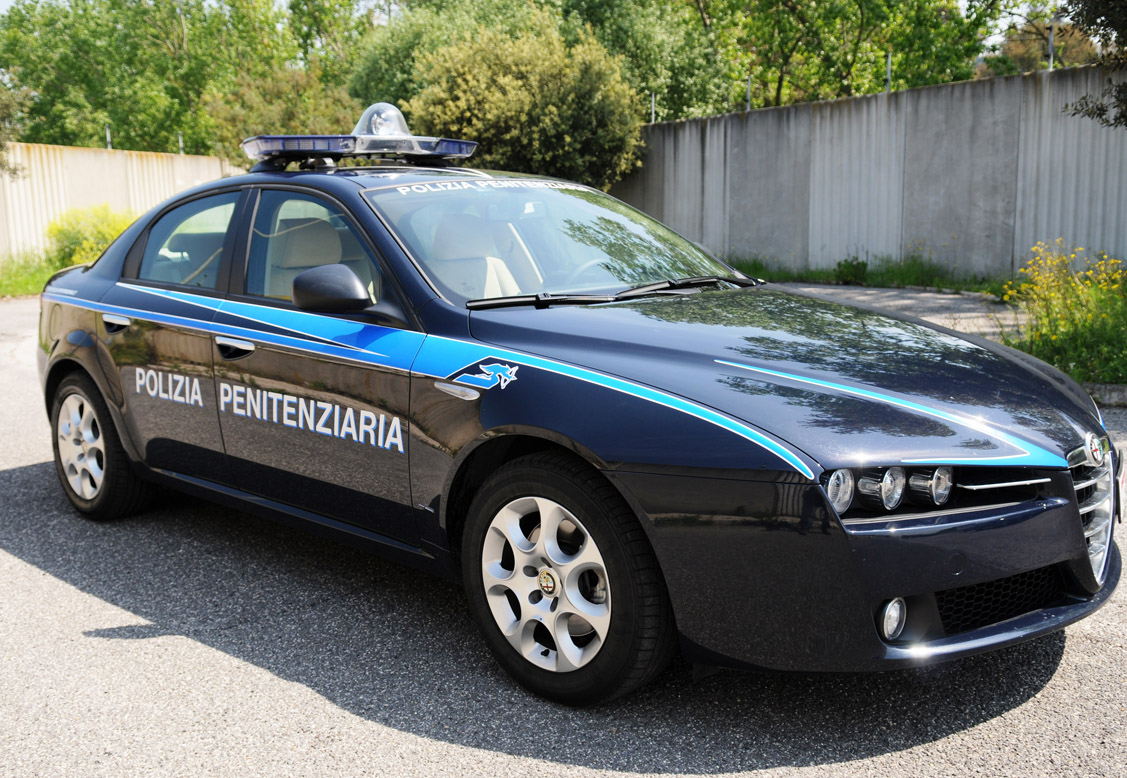
Einsatzfahrzeug
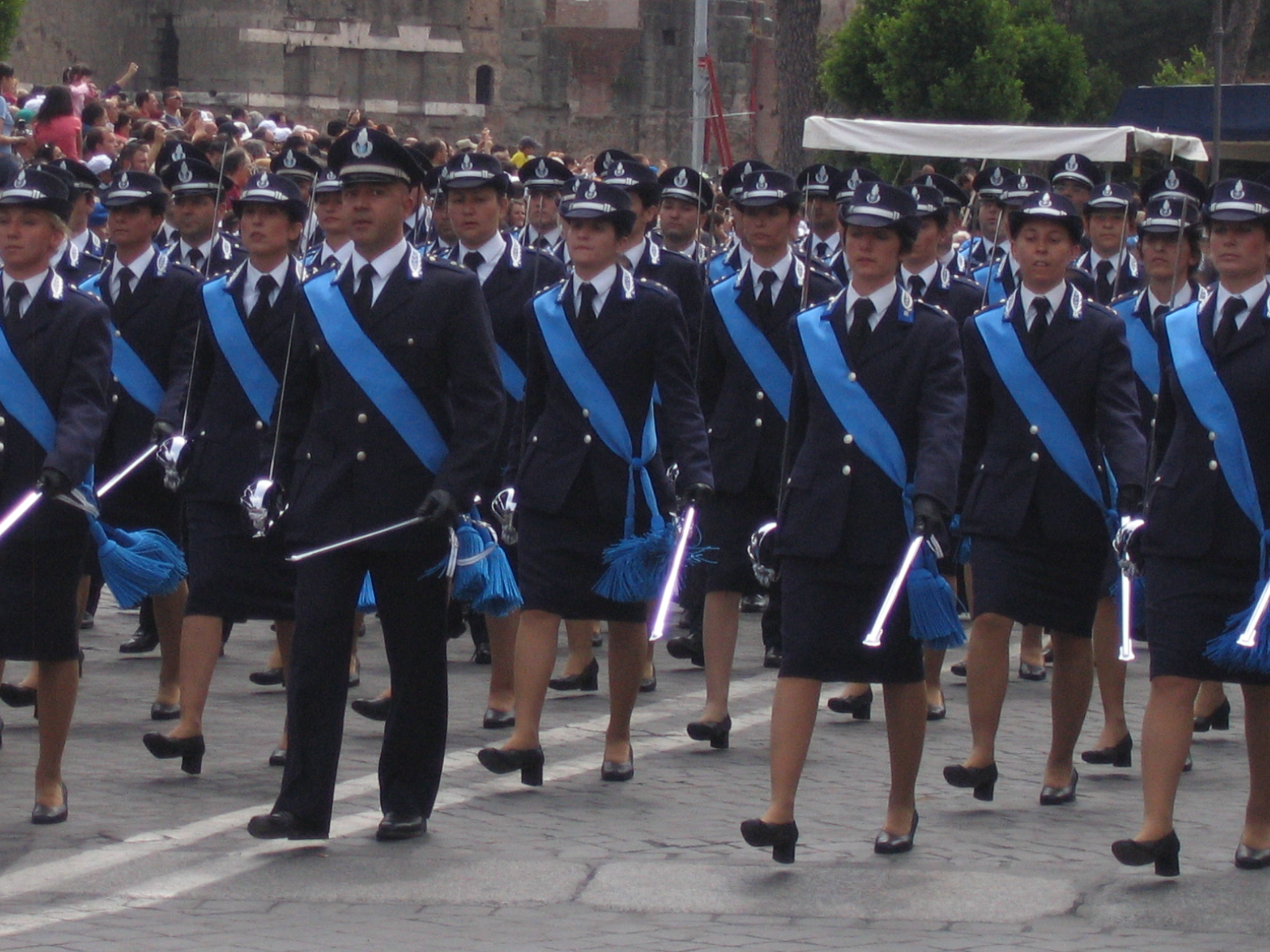
Beamte der Polizia Penitenziaria
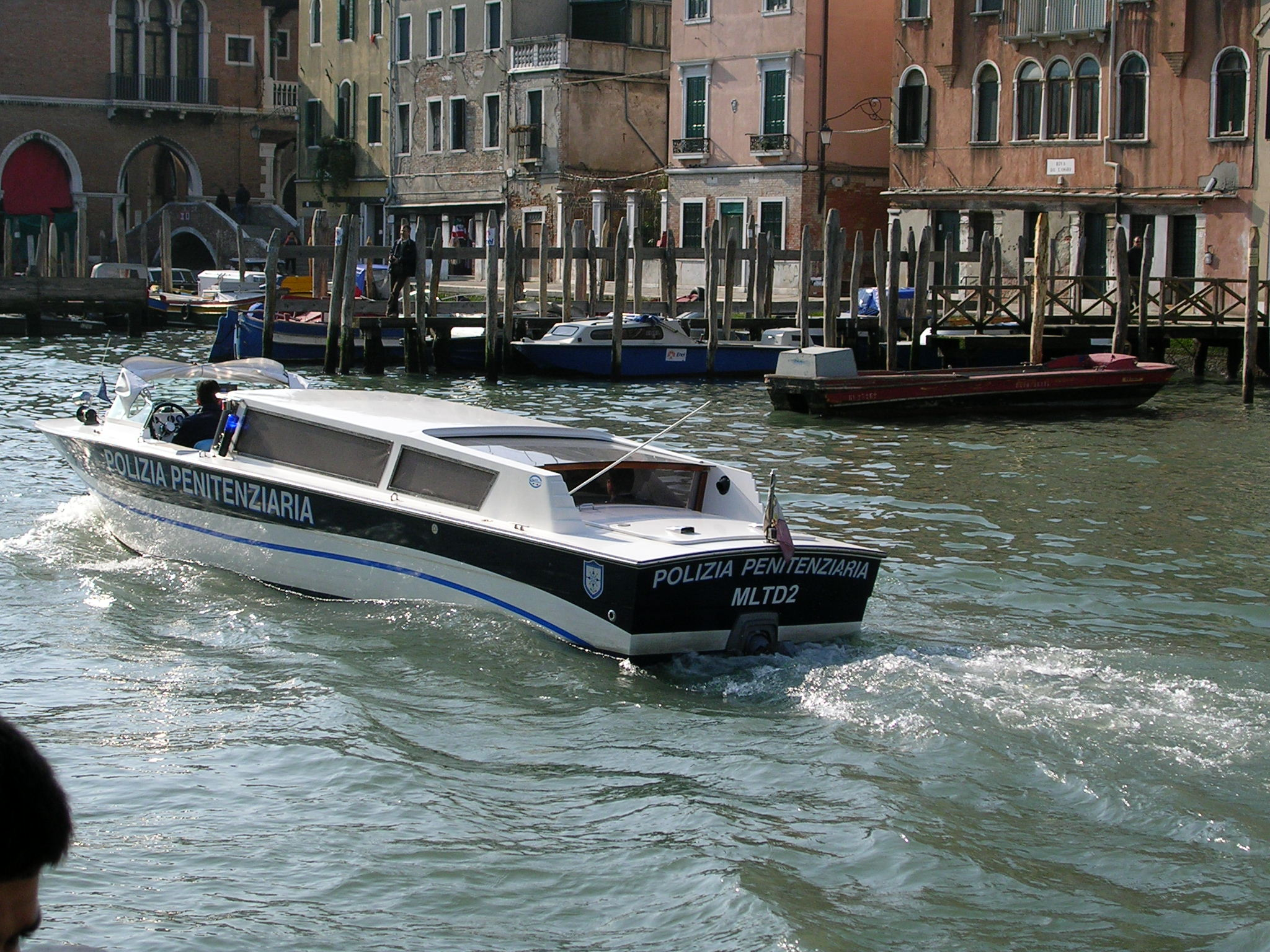
Gefangenentransportboot in Venedig
Wappen der GOM-Spezialeinheit